# Mælkesyre
- D-Mælkesyre
- L-Mælkesyre

Mælkesyre er en hydroxy-carboxylsyre med det kemiske navn 2-hydroxypropansyre. Mælkesyrens sumformel er C3H6O3. Mælkesyres korresponderende base hedder laktat. Det indgår i mange biokemiske reaktioner, men kendes hovedsageligt fordi mange organismer danner det under iltfrie betingelser ved fermentering. Dette gælder naturligvis mælkesyrebakterier, men under lokal iltmangel kan vores muskler også producere laktat og derved få energi fra glukose. Det sker f.eks. under en pludselig spurt, hvor kroppen ikke når at tilpasse åndedrættet til den pludselige stigning i iltbehov.

## Mælkesyre i madvarer
Mælkesyre er primært fundet i mejeriprodukter. Kaseinet (ostestoffet) i fermenteret mælk koaguleres med mælkesyre. Selvom det kan fermenteres fra laktose (mælkesukker), udvindes det meste mælkesyre i kommerciel sammenhæng fra bakterier såsom Bacillus acidilacti, Lactobacillus delbueckii eller Lactobacillus bulgaricus til at fermentere kulhydrater fra ikke-mejeriprodukter som majsmel, kartofler og sirup. Derfor kan nogle produkter med mælkesyre i stadig være veganske.
Mælkesyre kan også forekomme i nogle færdiglavede produkter enten som pH-stabilisator eller som konserveringsmiddel (enten som antioxidant eller til kontrol af sygdomsfremkaldende mikroorganismer). Mælkesyre kan også benyttes som gæringsforstærker i rug- og surbrød.

## Ekstern henvisning
- Mælkesyre i blodet